# Sun-Times Media Group
Sun-Times Media Group (Hollinger International auparavant) (Pink Sheets : SUTM) est un conglomérat américain dont le siège se trouve à Chicago, Illinois. Trente pour cent de la société (et 78 % des droits de vote) est détenu par la société canadienne Hollinger Inc., laquelle est détenue à 84 % par l'homme d'affaires Conrad Black à travers Ravelston Corporation Limited. 

## Histoire
Black a tenté de vendre sa participation aux frères Barclay en janvier 2004 et ceux-ci ont lancé une OPA hostile sur Hollinger International. Cependant, l'OPA a été bloquée par un juge américain après que le conseil d'administration a logé une plainte au sujet de la vente. En 2009, Ravelston est sous tutelle judiciaire.
Le 31 mars 2009, le groupe a décidé de se prévaloir du chapitre 11 de la loi américaine sur les faillites.